# إرفين هوبر
إرفين هوبر (بالألمانية: Erwin Huber)‏ هو منافس ألعاب قوى ألماني، ولد في 5 أبريل 1907 في كارلسروه في ألمانيا، وتوفي في 23 مايو 2003 في ميونخ في ألمانيا.

## وصلات خارجية
- إرفين هوبر على موقع أوليمبيديا (الإنجليزية)